# Piermarcello Farinelli
Piermarcello Farinelli detto Bubi (Milano, 30 agosto 1917 – Roma, 15 gennaio 1988) è stato un rugbista a 15, allenatore di rugby a 15 e medico italiano, nazionale di rugby dal 1940 al 1952 e allenatore della Nazionale dal 1954 al 1956, tra i maggiori artefici della diffusione del rugby in Italia nel secondo dopoguerra.
Il suo ruolo era tre quarti centro ma poteva giocare anche come apertura o estremo.

## Biografia
Piermarcello Farinelli nacque a Milano nel 1917.
Sua madre Emy era la figlia del compositore livornese Pietro Mascagni, suo padre era il musicista Guido Farinelli.
La sua famiglia si trasferì a Roma negli anni venti, e Piermarcello iniziò a praticare atletica leggera, scherma ed equitazione, fino alla scoperta del rugby.
Studiò medicina e chirurgia all'università di Roma e si specializzò in cardiologia; durante gli anni universitari militò nella squadra di rugby del GUF Roma, in cui esordì nel 1937; in seguito servì come ufficiale medico al seguito dell'Arma di Cavalleria durante la Seconda guerra mondiale.
Tornato alla vita civile, militò nel Rugby Roma, della quale divenne capitano e con la quale vinse il campionato italiano nel 1948 e nel 1949; in nazionale, della quale fu anche capitano già dal 1940, disputò anche alcuni incontri nel dopoguerra, fino al 1952.
Cessata l'attività sul campo, per un biennio fu anche allenatore della nazionale, continuando in parallelo la sua professione di cardiologo (il suo studio era in via Margutta); comunque sempre attivo nella diffusione del rugby, fu allenatore del Rugby Roma negli anni settanta.
Nel 1976 scrisse Rugby: Etica di uno sport, sorta di autobiografia rugbistica dalla fine della guerra in avanti, opera che ebbe una seconda edizione, postuma, nel 2003.
Da febbraio 2007, in concomitanza con il torneo del Sei Nazioni di rugby, al nome di Farinelli è intitolata una strada di Roma, nel quartiere Flaminio, in prossimità dello stadio.

## Palmarès
- Campionati italiani: 2
Rugby Roma: 1947-48; 1948-49